# Пілатка (Люблінське воєводство)
Пілатка (пол. Piłatka) — село в Польщі, у гміні Годзішув Янівського повіту Люблінського воєводства.
Населення — 350 осіб (2011).
У 1975-1998 роках село належало до Тарнобжезького воєводства.

## Демографія
Демографічна структура станом на 31 березня 2011 року:
|          | Загалом | Допрацездатний вік | Працездатний вік | Постпрацездатний вік |
| -------- | ------- | ------------------ | ---------------- | -------------------- |
| Чоловіки | 172     | 46                 | 105              | 21                   |
| Жінки    | 178     | 46                 | 92               | 40                   |
| Разом    | 350     | 92                 | 197              | 61                   |